# ویلیام بکمن
ویلیام بکمن (انگلیسی: William Beckman; ۱۲ مهٔ ۱۸۸۱ – ۱۴ ژوئن ۱۹۳۳) کشتی‌گیر اهل ایالات متحده آمریکا بود.